# Perinoia septemfasciata
Perinoia septemfasciata är en insektsart som beskrevs av Walker 1851. Perinoia septemfasciata ingår i släktet Perinoia och familjen spottstritar. Inga underarter finns listade i Catalogue of Life.